# Contingut d'aigua

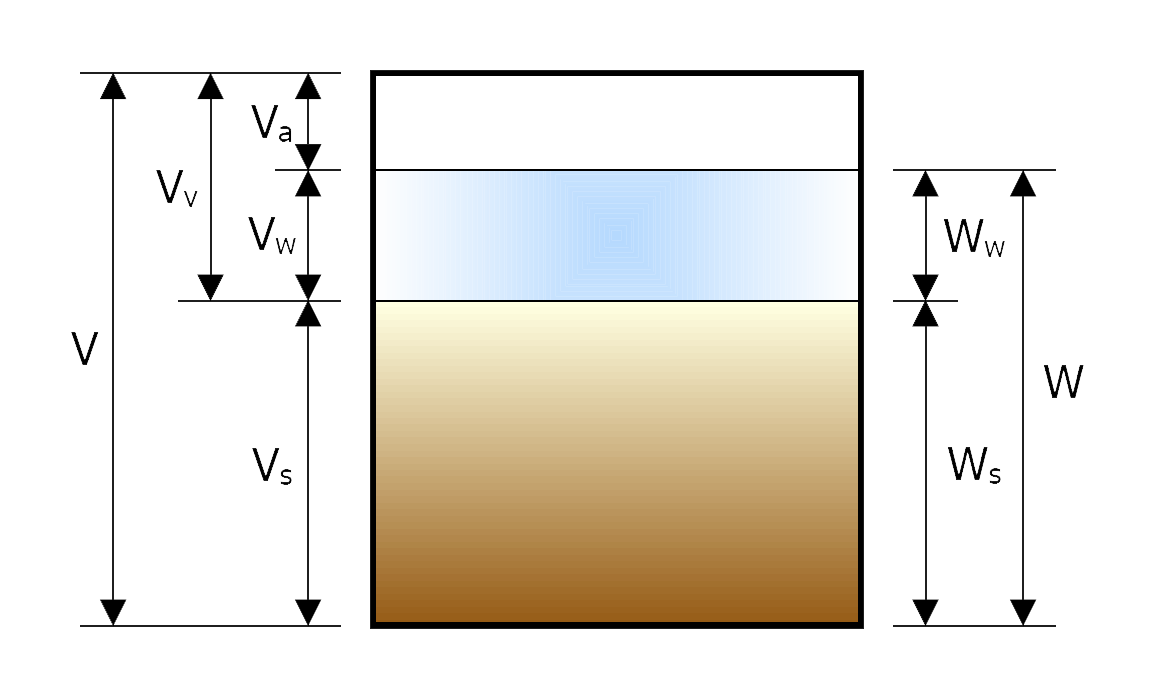
Composició del sòl.

El contingut d'aigua o contingut d'humitat és la quantitat d'aigua continguda en un material, com pot ser el sòl (la humitat del sòl), les roques, la ceràmica o la fusta mesurada basant-se en anàlisis volumètriques o gravimètriques. Aquesta propietat es fa servir en una àmplia gamma de camps científics i tècnics i s'expressa com una proporció que pot anar de 0 (completament seca) fins al valor de la porositat dels materials en el punt de saturació.
El contingut volumètric d'aigua, θ, es defineix matemàticament com: 
{\displaystyle \theta ={\frac {V_{w}}{V_{T}}}}
on {\displaystyle V_{w}} és el volum d'aigua i {\displaystyle V_{T}=V_{s}+V_{v}=V_{s}+V_{w}+V_{a}} és el volum total (que és Vsòl + Vaigua + Vespai buit). El contingut d'aigua també pot estar basat en la seva massa o pes, Així, el contingut gravimètric d'aigua es defineix com:
{\displaystyle u={\frac {m_{w}}{m_{b}}}}
on {\displaystyle m_{w}} és la massa d'aigua i {\displaystyle m_{b}} (o {\displaystyle m_{s}} per al sòl) és la massa de material en brut. Per convertir del contingut gravimètric d'aigua al contingut volumètric, multipliquem el contingut gravimètric per la gravetat específica del material en brut.

## Altres definicions

### Grau de saturació
En mecànica de sòls i enginyeria del petroli, el terme saturació d'aigua o grau de saturació, {\displaystyle S_{w}} es fa servir definit com
{\displaystyle S_{w}={\frac {V_{w}}{V_{v}}}={\frac {V_{w}}{V_{T}\phi }}={\frac {\theta }{\phi }}}
on {\displaystyle \phi =V_{v}/V_{T}} és la porositat i {\displaystyle V_{v}} és el volum de buit o espai porós.
Els valors de Sw poden variar des de 0 (sec) a 1 (saturat). En realitat, Sw mai arriba a 0 o 1 - es tracta d'idealitzacions que es fan servir en enginyeria.

### Contingut volumètric d'aigua normalitzat
El contingut volumètric d'aigua normalitzat, {\displaystyle \Theta }, (també dit saturació efectiva o {\displaystyle S_{e}}) és un valor adimensional definit per Van Genuchten com:
{\displaystyle \Theta ={\frac {\theta -\theta _{r}}{\theta _{s}-\theta _{r}}}}
on {\displaystyle \theta } és el contingut volumètric d'aigua; {\displaystyle \theta _{r}} és el contingut d'aigua residual, definit com el contingut d'aigua pel qual el gradient {\displaystyle d\theta /dh} tendeix a zero; i, {\displaystyle \theta _{s}} és el contingut d'aigua saturada, que és equivalent a la porositat, {\displaystyle \phi }.

## Mesurament

### Mètodes directes
El contingut d'aigua pot mesurar-se directament utilitzant un volum conegut de material i un forn d'assecat. El contingut volumètric d'aigua, θ, es calcula usant:
{\displaystyle \theta ={\frac {m_{\text{hum}}-m_{\text{sec}}}{\rho _{w}\cdot V_{b}}}}
on
{\displaystyle m_{\text{hum}}} y {\displaystyle m_{\text{seco}}} són les masses de la mostra abans i després de l'assecament en el forn;
{\displaystyle \rho _{w}} és la densitat de l'aigua;i
{\displaystyle V_{b}} és el volum de la mostra abans de l'assecament.
Pels materials que canvien de volum amb el contingut d'aigua, tals com el carbó, el contingut d'aigua,u, s'expressa en termes de massa d'aigua per unitat de massa de mostra humida: 
{\displaystyle u={\frac {m_{\text{hum}}-m_{\text{sec}}}{m_{\text{hum}}}}}
Tanmateix, la geotècnia exigeix que el contingut d'humitat s'expressi com un percentatge del pes sec de la mostra 
és a dir: % contingut d'humitat = {\displaystyle u*100}
on
{\displaystyle u={\frac {m_{\text{hum}}-m_{\text{sec}}}{m_{\text{sec}}}}}
Per la fusta, la convenció és informar sobre el contingut d'humitat en el forn d'assecament (és a dir, la mostra s'asseca generalment en un forn a 105 °C durant 24 hores).

### Mètodes de laboratori
Altres mètodes que determinen el contingut d'aigua inclouen les anàlisis volumètriques, per exemple la valoració de Karl Fischer), la determinació de la pèrdua de massa per calefacció o després de la liofilització. En la indústria alimentària l'aparell de Dean-Stark es fa servir de manera comuna.

### Mètodes geofísics
Hi a diversos mètodes geofísics que permeten calcular el contingut d'aigua del sòl in situ. Aquests mètodes inclouen: reflectometria de domini de temps (TDR), sonda de neutrons, sensor de domini de freqüència, sonda de capacitància, Tomografia de resistivitat elèctrica, radar de penetració en el terreny (GPR), i altres que són sensibles a les propietats físiques de l'aigua. Els sensors geofísics s'utilitzen sovint per controlar la humitat del sòl de forma contínua en aplicacions agrícoles i científiques.

### Mètodes de percepció remota per satèl·lit
Es fan servir satèl·lits d'observació remota per microones per estimar la humitat del sòl basant-se en el gran contrast entre les propietats dielèctriques del sòl humit i sec.

## Classificació i usos
La humitat pot estar present com humitat absorbida en les superfícies interne i com aigua capil·larment en els porus petits. Amb una humitat relativa baixa, la humitat consta principalment d'aigua absorbida. A humitats relativament més altes, l'aigua líquida tendeix a ser cada vegada més important, depenent de la mida dels porus. En materials de fusta, però, quasi tota l'aigua és absorbida a humitats per sota del 98% d'humitat relativa.
En aplicacions biológiques també es pot distingir entre aigua absorbida físicament i aigua "lliure" - l'aigua absorbeix físicament és aquella que està estretament associada i és relativament difícil d'eliminar d'un material biològic.
Les molècules d'aigua es poden trobar com "aigua de cristal·lització" o com molècules estàtiques dins l'estructura de la proteïna.

### La Terra i les ciències agrícoles
En la ciència del sòl, hidrologia i agronomia, el contingut d'aigua té un paper important per la recàrrega d'aigua subterrània, l'agricultura i la química del sòl.
Hi ha quatre continguts estàndard d'aigua: 
| Nom                         | Notació     | Pressió d'aspiració (J/kg or kPa) | Contingut d'aigua típic (vol/vol) | Descripció                                                    |
| --------------------------- | ----------- | --------------------------------- | --------------------------------- | ------------------------------------------------------------- |
| Contingut d'aigua saturat   | θs          | 0                                 | 0.2–0.5                           | Completament saturat d'aigua, equivalent a porositat efectiva |
| Capacitat de camp           | θfc         | −33                               | 0.1–0.35                          | Humitat del sòlo 2–3 dies després de ploure o de regar        |
| Punt de marciment permanent | θpwp or θwp | −1500                             | 0.01–0.25                         | La humitat mínima del sòl en la qual la planta es marceix     |
| Contingut d'aigua residual  | θr          | −∞                                | 0.001–0.1                         | Aigua que queda a alta pressió                                |

I, per acabar, el contingut d'aigua disponible, θa, que és equivalent a: 
θa ≡ θfc − θpwp
que pot oscil·lar entre 0,1 en grava i 0,3 en torba.

#### Agricultura
Cuando un sòl s'asseca massa, la transpiració de la planta cau perquè l'aigua s'està unint cada vegada més fortament amb les partícules del sòl per succió. Per sota del punt de marciment permanent les plantes ja no són capaces d'extreure l'aigua i cessa completament la transpiració. En alguns casos els agricultors disposen de sensors de la humitat del sòl i programen el reg d'acord amb ells.

#### Aigües subterrànies
En aqüífers d'aigua subterrània saturada, tots els espais de porus disponibles s'omplen d'aigua (contingut d'aigua volumètric = porositat). Per sobre de la franja capil·lar, els espais de porus tenen aire en ells.